# Powstanie na Żoliborzu
Powstanie na Żoliborzu – dziennik Leopolda Buczkowskiego bezpośrednio relacjonujący wydarzenia powstania warszawskiego. Obejmuje zapiski od 1 sierpnia do 19 września.
Początkowo jego fragmenty były drukowane w kwartalniku „Regiony” (1992). W 2004 większa jego część została zamieszczona w publikacji „Dzienniki z Powstania Warszawskiego” (nakładem Wydawnictwa LTW), obok takich nazwisk jak: Maria Dąbrowska, Karol Irzykowski, Maria Rodziewiczówna, Eugeniusz Szermentowski, Stefania Podhorska-Okołów i Larysa Zajączkowska-Mitznerowa.
W dzienniku tym wyraźne jest zrozpaczenie i wściekłość osoby świadomej, że fałszowanie obrazu człowieka przez kulturę europejską doprowadziło do tragicznych skutków, wybuchu ukrytych antagonizmów. Przepełniony jest ekspresjonistyczną plastycznością obrazu, autentyzmem, zmiennością nastrojów i surową dosadnością. Autor czuje się oszukany przez aliantów, opanowuje go zwątpienie w autorytety, wartości i niektóre mity narodowe. Ubolewa nad trudem polskich żołnierzy – powstańców, dziewcząt z AK i cierpieniami dzieci. Uwidacznia się tu niezwykły temperament literacki tego jednego z najoryginalniejszych polskich pisarzy.